# Mr.3
갤디노(Galdino, ギャルディーノ)는 일본 만화 및 애니메이션 《원피스》(ONE PIECE)에 나오는 등장인물이다.

## 개요
크로커다일의 부하이자 前 바로크 워크스의 오피셜 에이전트. 임펠 다운 LV2에 갇혀 있었지만, 밀짚모자 루피와 함께 해군본부와 전쟁에 가담한다. 전투능력은 Mr.4보다 약하지만 아주 사악하고 작전을 잘 짜 그 지위에 올랐다. 밀랍밀랍 열매를 먹은 양초인간으로 이 열매의 상성덕에 자신보다 훨씬 강한 마젤란을 상대로 발군의 위력을 발휘해낸다.

## 외모
1. 머리에 3이라고 머리가 묶여 있다.
2. 파란색 안경을 쓰고 있다.

## 능력
초인계 악마의 열매 밀랍밀랍 열매를 먹은 양초/밀랍 인간으로, 자신의 양 손으로 밀랍을 생성한다. 밀랍의 강도는 강철과 같아 적의 공격을 방어시키고, 적을 밀랍에 가둬 버릴 수 있다.

## 행적
과거 바로크 워크스 시절(76화 참고.)엔 밀짚모자 해적단을 처리하려고 했지만 패배하고 크로커다일에게 몸의 수분을 빼았긴 다음 상디에게 떡실신 당한다. 해군에게 체포되어서 임펠 다운에서 루피와 재회한 이후에는 버기를 만났고, 루피가 마젤란과 싸울 때 도와줬으며 해군으로 변장해서 처형대 근처까지 잠입, 에이스의 수갑을 푸는데 결정적 도움을 준다. 정상결전 이후 버기 해적단에 들어와서, 지금은 버기 해적단의 선원이 된다.